# Moschato-Tavros
Moschato-Tavros (in greco Μοσχάτο-Ταύρος?) è un comune della Grecia situato nella periferia dell'Attica (unità periferica di Atene Meridionale) con 39.870 abitanti secondo i dati del censimento 2001.
È stato istituito a seguito del Programma Callicrate in vigore dal gennaio 2011 che ha abolito le prefetture e accorpato numerosi comuni.